# Il soldato molto semplice Ivan Chonkin
Il soldato molto semplice Ivan Chonkin (Zivot a neobycejna dobrodruzstvi vojaka Ivana Conkina) è un film del 1994, diretto da Jiří Menzel.
È basato sul romanzo La storia straordinaria del soldato Čonkin (Žizn' i neobyčajnye priključenija soldata Ivana Čonkina) di Vladimir Nikolaevič Vojnovič. Il film vinse la medaglia d'oro del Presidente del Senato italiano alla 51ª Mostra internazionale d'arte cinematografica di Venezia.

## Trama
1941, un aereo militare russo in avaria atterra in emergenza su una striscia di terreno incolto ai limiti del kolchoz di Krasnoye, un villaggio sperduto dell'U.R.S.S. Il comando di zona decide di farlo "piantonare" dal soldato Ivan Chonkin un autista imbranato e sprovveduto. Qui, fra mucche, maiali e galline, per esorcizzare la noia, Ivan si presta a fare il contadino presso la bionda postina del kolchoz, Nyura Belyashova, che vive sola e che non è per niente riitrosa col suo tonto ospite. Questi diventa amico del bottegaio Gladyshev, che dedica il suo tempo libero a un esperimento: l'innesto tra una pianta di patata e una di pomodoro. Tutto sembra procedere nel migliore dei modi, se si esclude un assurdo soprassalto di gelosia di Ivan nei confronti di un maiale che Nyura ha allevato con amore e tiene in casa. Ma scoppia la guerra: la radio ne trasmette la notizia, destando dal letargo il presidente del kolchoz, che si premura di chiedere ordini. Unico segnale di guerra, tuttavia, è l'escursione di una mucca nell'orto "sperimentale" di Gladyshev, che suscita la furiosa ostilità del bottegaio, che vede distrutto il suo bizzarro esperimento, e denuncia il soldato Chonkin e la sua bionda postina ai servizi segreti. Succede un finimondo, a causa della confusa sostituzione di "bionda" con "banda" nell'interpretazione allarmata di alcuni responsabili militari. Sospettando l'azione di un commando sovversivo, converge sul villaggio un battaglione privo di munizioni. All'alba dopo l'attacco alla baionetta e le molotov spente (non è stato specificato di lanciarle accese) le truppe si dileguano davanti alla mitragliatrice dell'aereo usata da Nyura. Poi una cannonata centra la casa e stordisce Chonkin, che il generale in seguito abbraccia, chiarito l'equivoco, come un eroe. Chonkm però preferisce volare via con la disponibile Nyura con l'aereo incredibilmente funzionante dopo l'avaria.